# 世福兰斯医院
世福兰斯医院是所位于韩国首尔的综合性医院，为延世大學醫院的一部分，1904年9月3日由加拿大醫師传教士奥利弗·艾维森所建，以美国赞助商路易斯·世福兰斯的名字命名。

## 历史

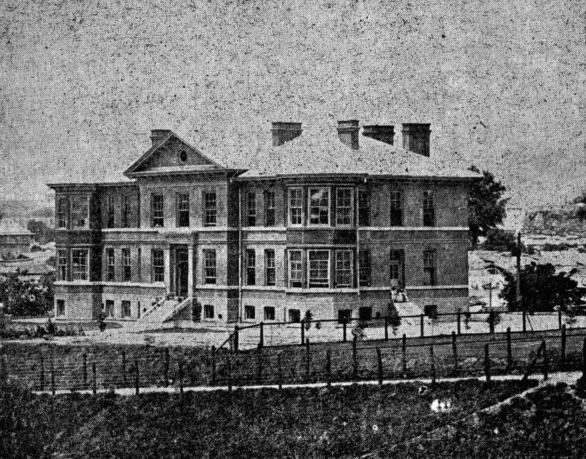
1904年竣工的世福兰斯医院

世福兰斯医院的历史可以追溯到韩国历史上的首个西式医院“广惠院”。广惠院由美国医生传教士霍勒斯·艾伦经朝鮮高宗批准于1885年4月10日创建。2周后，高宗将医院改名为“濟眾院”。
济众院成立后，安连希望以医院为基础培养医务人员。1893年，加拿大医生传教士奥利弗·艾维森接管济众院后开始展开创建正规西式医院与学院的计划。1904年9月3日，在美国商人路易斯·世福兰斯的资助下，艾维森在济众院的基础上创建“世福兰斯医院”。他以世福兰斯医院为基础创建了韩国首座西式医学院“世福兰斯医学院”（今延世大學医学院前身）。1908年6月，世福兰斯医学院培养出韩国首批7位具有行医执照的西医大夫。
1917年，世福兰斯医学院更名为“世福兰斯联合医学院”。日占时期，世福兰斯医院成为韓國獨立運動的基地。金弼淳、方亮等不少世福兰斯医学院师生，甚至加拿大教员，都投身韩国独立运动。1957年1月5日，世福兰斯医院以及世福兰斯联合医学院与延喜大学合并成立为延世大学。世福兰斯医院成为延世大学医疗院的一部分。
1983年4月，世福兰斯医院在首爾市江南區以及京畿道龍仁市开设江南世福兰斯医院和龙仁世福兰斯医院。2007年5月，世福兰斯医院获得国际医疗机构评估委员会（JCI）认证，成为韩国首家获此认证的医院。2014年4月，世福兰斯癌症专门医院开业。截至2018年6月，世福兰斯医院完成2万例机器人手术，为全球之最。

## 概况
世福兰斯医院是延世大學醫院的一部分，由5家专科医院（韩国首家癌症中心、康复医院、心血管医院、眼耳鼻咽喉医院和儿童医院），国际医疗中心，以及世福兰斯机器人与管理信息系统中心构成。
世福兰斯医院拥有世界最先进的手术机器人“达芬奇”，有“手术机器人的中心”和“全球最好的手术机器人癌症中心”之称。

## 青岛分院
世福兰斯医院在中国山东省青岛市崂山区正在建设延世大学青岛世福兰斯医院。工程于2018年7月2日正式开工，前联合国秘书长潘基文、前韩国国务总理韓昇洙、韩国驻华大使卢英敏、韩国驻青岛总领馆总领事朴镇雄等出席了开工仪式。青岛世福兰斯医院是世福兰斯医院建院134年以来的首个海外合作项目，也是中国首家中韩合资大型综合性医院。